# Bernhard Hasslberger
Bernhard Haßlberger (Ruhpolding, 30 de outubro de 1946) é um clérigo católico romano alemão e bispo auxiliar emérito de Munique e Freising.

## Vida
Após receber o Abitur em Traunstein, Bernhard Haßlberger estudou teologia e filosofia católicas na Universidade Ludwig Maximilians, em Munique, de 1968 a 1976. Em 1976, fez seu doutorado lá com o trabalho Esperança na Angústia: um exame crítico de Daniel 8 e 10-12. Em 25 de junho de 1977, recebeu na Catedral de Freising pelo arcebispo Joseph Ratzinger, a ordenação presbiteral.
Seu primeiro trabalho foi como capelão pastoral em Dachau (1977-1980) e Munique-Moosach (1980-1982); em seguida, foi chefe do escritório diocesano de profissões da igreja de 1982 a 1985 e sub-regente do seminário arquidiocesano em Munique de 1982 a 1987. De 1987 a 1994, foi diretor da Casa do Cardeal Döpfner em Freising e reitor da Catedral de Freising, e também diretor provisório 1991/1992 do Instituto para Formação Teológica e Pastoral de Freising.
Em 31 de maio de 1994, o Papa João Paulo II o nomeou bispo titular de Octaba e bispo auxiliar da arquidiocese de Munique e Freising. Foi ordenado na Catedral de Munique pelo cardeal Wetter em 29 de junho do mesmo ano; os principais co-consagradores foram os bispos auxiliares Franz Schwarzenböck e Engelbert Siebler.
Foi nomeado Vigário Episcopal da Região Pastoral Norte da arquidiocese de Munique e Freising e admitido no Capítulo Metropolitano de Munique como cônego. Entre 1995-2011, foi Chefe do Departamento de Liturgia e Música Sacra do Ordinariato do Arcebispo de Munique. A partir de 1 de janeiro de 2013, o cardeal Reinhard Marx o nomeou reitor do Capítulo Metropolitano de Munique.
Ele é representante da Conferência Episcopal da Baviera para assistência pastoral policial desde 1994 e representante para questões juvenis desde 1996. Na Conferência Episcopal Alemã, ele é membro da Comissão de Assuntos Sociais e Sociais, da Comissão Mundial da Igreja, da Subcomissão para Questões Missionárias (especialmente MISSIO) e da Subcomissão para a Europa Central e Oriental (especialmente RENOVABIS).
Bernhard Haßlberger é um membro honorário do K.St.V. Isaria em KV para Freising-Weihenstephan e desde 1996 membro honorário da associação de estudantes católicos KDSt.V. Agilolfia zu Freising-Weihenstephan no currículo. Em 2003, foi agraciado com a Cruz de Mérito Federal.
Em 30 de outubro de 2021, o Papa Francisco aceitou a renúncia de Haßlberger relacionada à idade, mas com o pedido de que Haßlberger continuasse seu serviço na arquidiocese até que um sucessor fosse nomeado e assumisse o cargo. Em 9 de abril de 2023, a renúncia entrou em vigor.
Desde janeiro de 2022, ele é cura da Wieskirche , uma igreja de peregrinação em Freising.